# Gagea toktogulii
Gagea toktogulii är en liljeväxtart som beskrevs av Igor Germanovich Levichev. Gagea toktogulii ingår i Vårlökssläktet och i familjen liljeväxter. Inga underarter finns listade.